# Justyna Górowska
Justyna Górowska (ur. 14 czerwca 1988) – polska artystka interdyscyplinarna, członkini zarządu Fundacji Rozwoju Sztuki Intermediów, stypendystka Ministra Kultury i Dziedzictwa Narodowego (2011, 2013). Zajmuje się głównie performensem, fotografią, wideo, rzeźbą, instalacją, site-specific. Mieszka w Skawie w Beskidach Zachodnich.

## Twórczość
Justyna Górowska brała udział w projektach artystycznych w Polsce i na świecie. Mieszkała w Indonezji, gdzie stworzyła eksperymentalną przestrzeń – dom kultury Sesama. Porusza tematy związane ze środowiskiem i ekologią.

## Edukacja
Justyna Górowska w latach 2004–2008 uczęszczała do Zespołu Szkół Plastycznych im. Antoniego Kenara. W latach 2008–2014 studiowała na Wydziale Intermediów na krakowskiej Akademii Sztuk Pięknych, gdzie w latach 2018–2019 była asystentką w Pracowni Sztuki Performance. Jest absolwentką Indonezyjskiego Instytutu Sztuki w Yogyakarcie. W 2015 zaczęła studia doktoranckie na Wydziale Komunikacji Multimedialnej na Uniwersytecie Artystycznym w Poznaniu.

## Nagrody i wyróżnienia
Justyna Górowska jest laureatką głównej nagrody VII edycji konkursu „Samsung Art Master” w CSW Zamek Ujazdowski w Warszawie (2010) oraz Grand Prix III Festiwalu Sztuki Młodych „Przeciąg” w Szczecinie (2011)

## Wystawy
- 2018
  - The Universal Sea – Pure or Plastic?!, Institute for Art and Innovation e.V., Amsterdam
  - 69, Karolin Studios, Praga
  - Wet Me Wild, Mandalińskiego 9, Poznań
  - common id-eas, Kersan Art Foundation Indonesia, Yogyakarta
- 2017
  - Zeitgeist, local_30, Warszawa
  - Hoolifemmes, Muzeum na Open’er Festival, Gdynia
  - Do or die, local_30, Warszawa
  - FLOW The Return of the Catfish, Księgarnia / Wystawa, Kraków
  - THE BEGUILING SIREN IS THY CREST, Muzeum Sztuki Nowoczesnej, Warszawa
- 2016
  - Girl playing with a cat, Galeria Manhattan, Łódź
  - BONES OF ALL MEN, Centrum Sztuki Współczesnej, Toruń
  - Hati Hati Hat, Kersan Art Studio, Yogyakarta
  - Why are we afraid of sunsets, Gdańska Galeria Miejska, Gdańsk
  - Social Design for Social Living, Muzeum Narodowe, Yogyakarta
  - Kosmos. Czasów i przestrzeni jest mnóstwo, a ich dystrybucja nierównomierna, Muzeum Archeologiczne, Kraków
  - Wracając do Białowieży, Galeria Arsenał, Białystok
- 2015
  - Horizon of Freedom, Galeria ARISTOI, Kraków
  - New Spirit, BWA, Opole
  - Artists from Kracow, The Generation 1980–1990, MOCAK, Kraków
  - Love Me Tender, Galeria BWA, Gorzów Wielkopolski
  - IAMESH, Księgarnia / Wystawa, Kraków
  - Ars moriendi/Sztuka umierania, Galeria BWA, Olsztyn
  - Ars moriendi/Sztuka umierania, BWA, Tarnów
- 2014
  - Intermedia/Aktualizacje, Galeria Spokojna, Warszawa
  - ckliwy romantyk, Galeria OPCJA, Kraków
  - Ecce Animalia, Muzeum Rzeźby Współczesnej, Orońsko
  - ckliwy romantyk, Centrum Sztuki Współczesnej Zamek Ujazdowski, Warszawa
- 2012
  - Membunuh Kemenangan, PKKH-UGM, Yogyakarta
  - Kiedy rozum śpi, Cellar Galeria, Kraków
  - FoxP2, Gdańska Galeria Miejska, Gdańsk
  - Neo w Muzeo, Sukiennice, Kraków
  - Iris i Reks, Bałtycka Galeria Sztuki Współczesnej, Słupsk
- 2011
  - Play name no name, Galeria Szara Kamienica, Kraków
  - Wolna Ściana, Gdańska Galeria Miejska, Gdańsk
- 2010
  - Samsung Art Master, Centrum Sztuki Współczesnej Zamek Ujazdowski, Warszawa
  - Aesthetics and Bias, Galeria Barbur, Jerozolima
- 2009
  - Chistmas Palm, Freies Musem, Berlin